# Savages (Band)
Savages ist eine britische Post-Punk-Band aus London, die aus vier Frauen besteht.

## Bandgeschichte
Die Französin Camille Berthomier kam 2006 nach London und gründete mit ihrem Landsmann Nicolas Congé (aka Johnny Hostile) das Duo John & Jehn, wobei sie sich den Künstlernamen Jehnny Beth gab. Später heuerten sie Gemma Thompson als Noise-Gitarristin als auch für Hintergrundgesang und Keyboards an. Thompson fragte dann Berthomier, ob diese Lust hätte in ihrer neuen Band zu singen. Im Oktober 2011 beschlossen Berthomier und Thompson eine zweite Band mit dem Namen Savages ins Leben zu rufen. Beide holten noch Ayşe Hassan als Bassistin und Fay Milton am Schlagzeug dazu und im Januar 2012 hatte das Quartett seinen ersten Auftritt im Vorprogramm von British Sea Power. Sie wurden vom Manager von Sigur Rós entdeckt und brachten im Juni desselben Jahres über Berthomiers und Congés eigenes Label Pop Noire die Debütsingle Flying to Berlin / Husbands und später eine weitere Single mit dem Titel I Am Here heraus. Sie bekamen positive Kritiken für ihre Veröffentlichungen und ihre Liveauftritte, sie wurden zu Later with Jools Holland eingeladen und am Jahresende gehörten sie zu den Nominierten bei Sound of 2013, einer Prognose der BBC, wer im Jahr darauf den Durchbruch schaffen könnte.
Savages stellten im Frühjahr 2013 ihr von Congé produziertes Debütalbum Silence Yourself fertig und veröffentlichten es auch über das US-Label Matador Records. Es war nicht nur in den britischen, sondern auch in den US-Charts erfolgreich. In den folgenden Jahren erschienen zwei Kollaboalben mit der japanischen Noise-Rock-Band Bo Ningen und mit dem neuseeländischen Duo A Dead Forest Index.
Anfang 2016 veröffentlichte die Band ihr zweites, erneut von Congé produziertes Album Adore Life. Außer in England und den USA war es diesmal auch in vielen europäischen Ländern erfolgreich. Wie schon der Vorgänger wurde es für den Mercury Prize für das beste britische Musikalbum nominiert.
Seitdem sind die Bandmitglieder in anderen Projekten involviert: Gitarristin Gemma Thompson spielt in dem neuen Trio Unmoor Kiva. Bassistin Ayşe Hassan und Schlagzeugerin Fay Milton gründeten die Band 180 dB. Das erste Soloalbum von Sängerin Jehnny Beth erschien unter dem Titel „To Love Is To Live“ im Juni 2020.

## Mitglieder

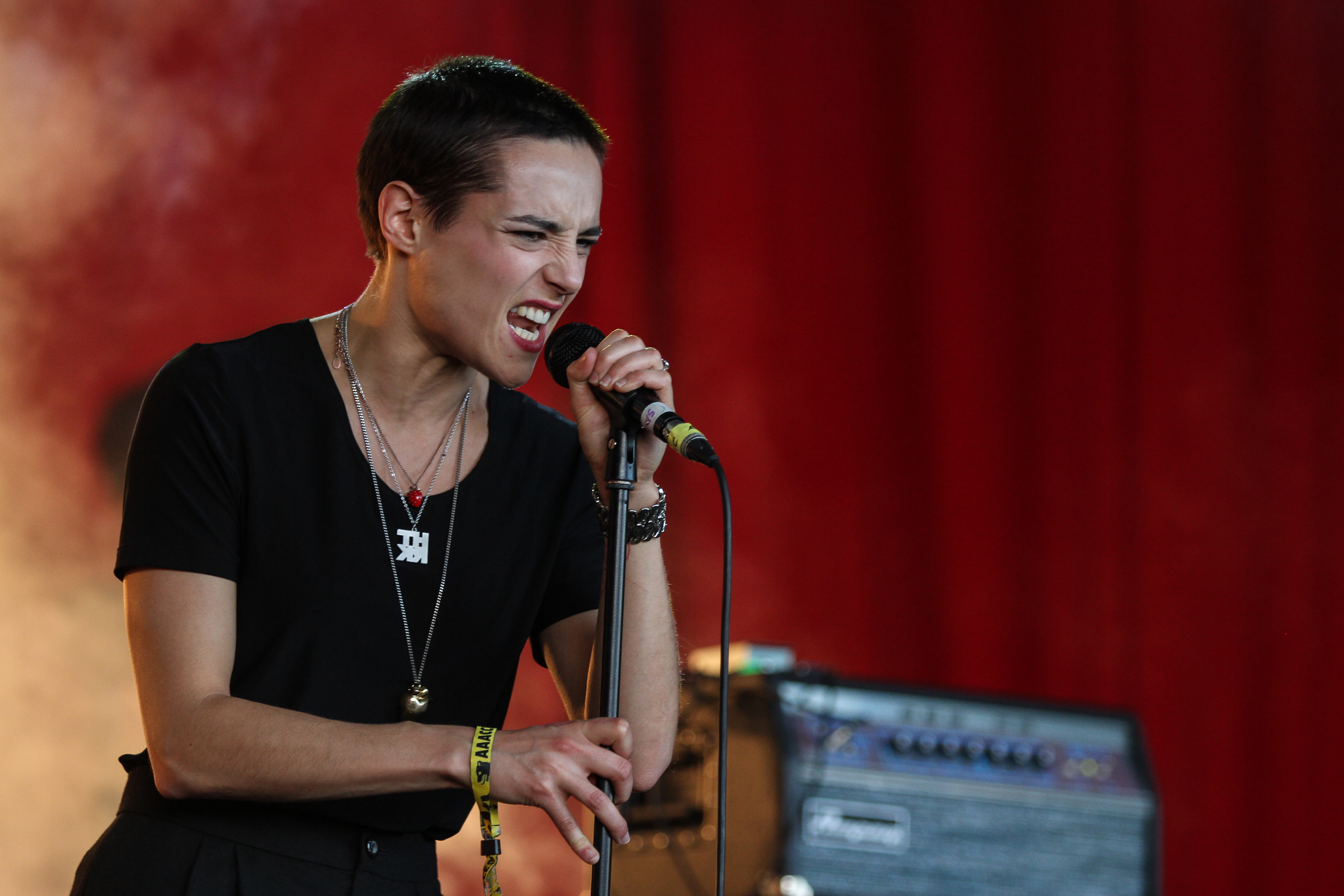
Jehnny Beth
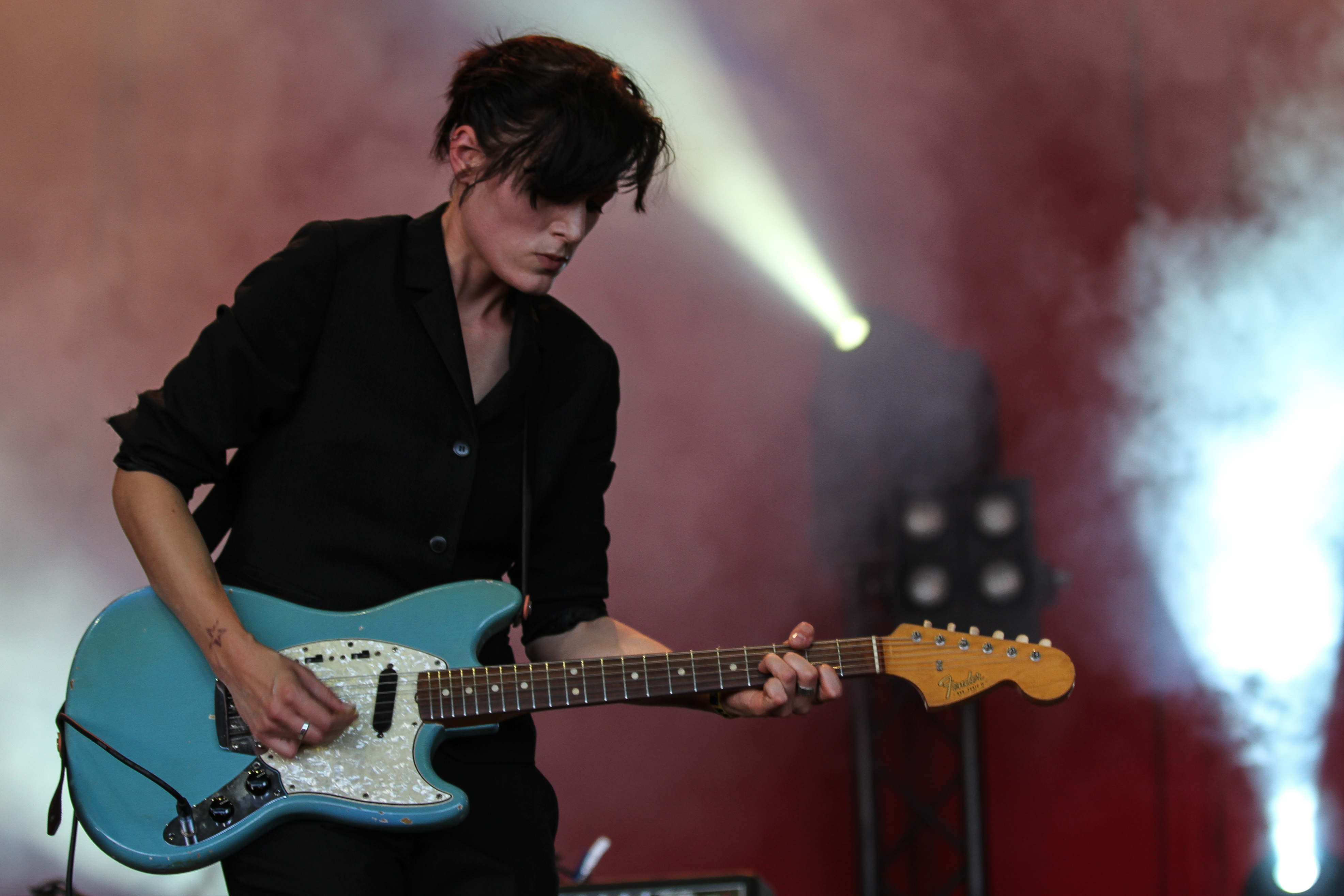
Gemma Thompson
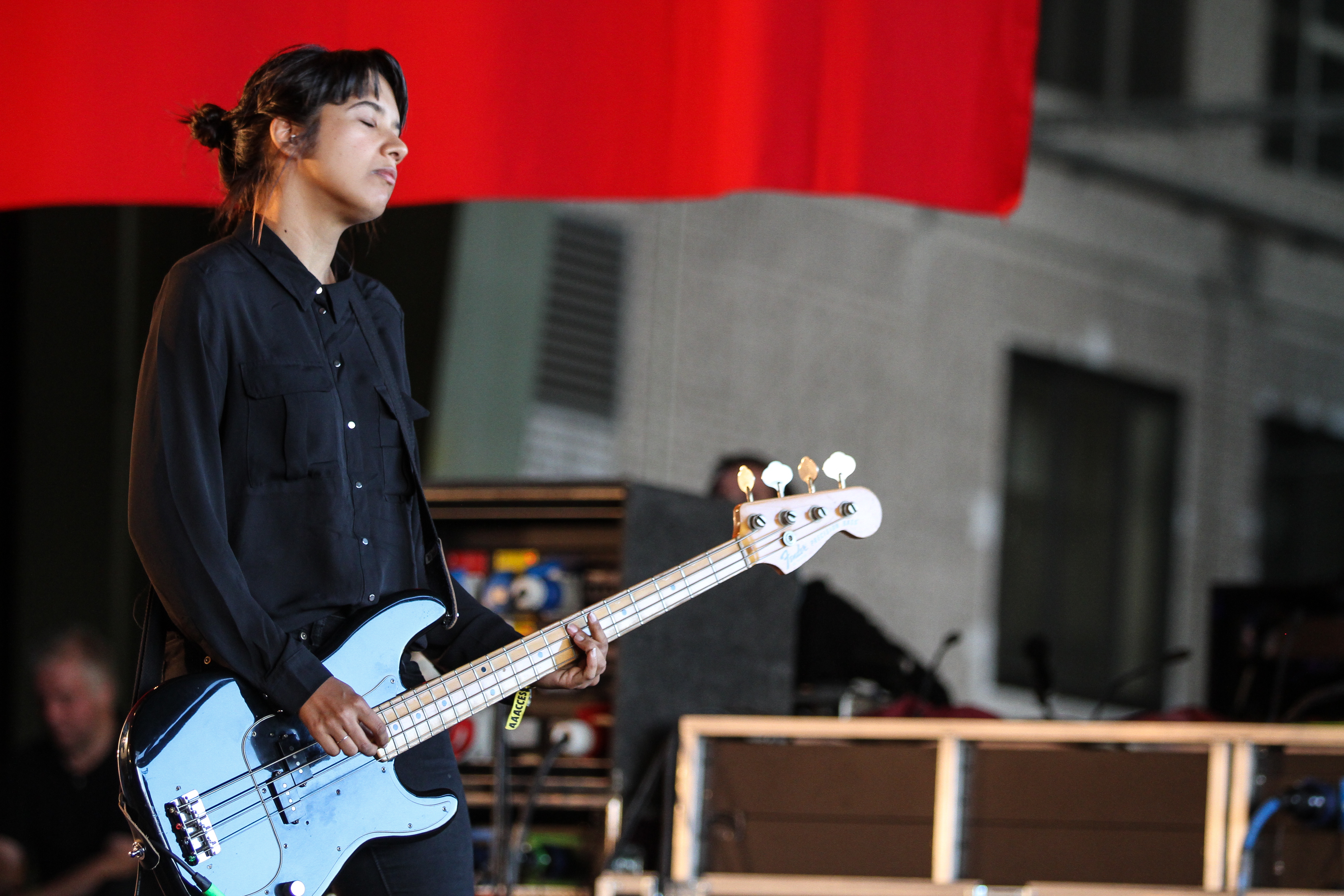
Ayşe Hassan
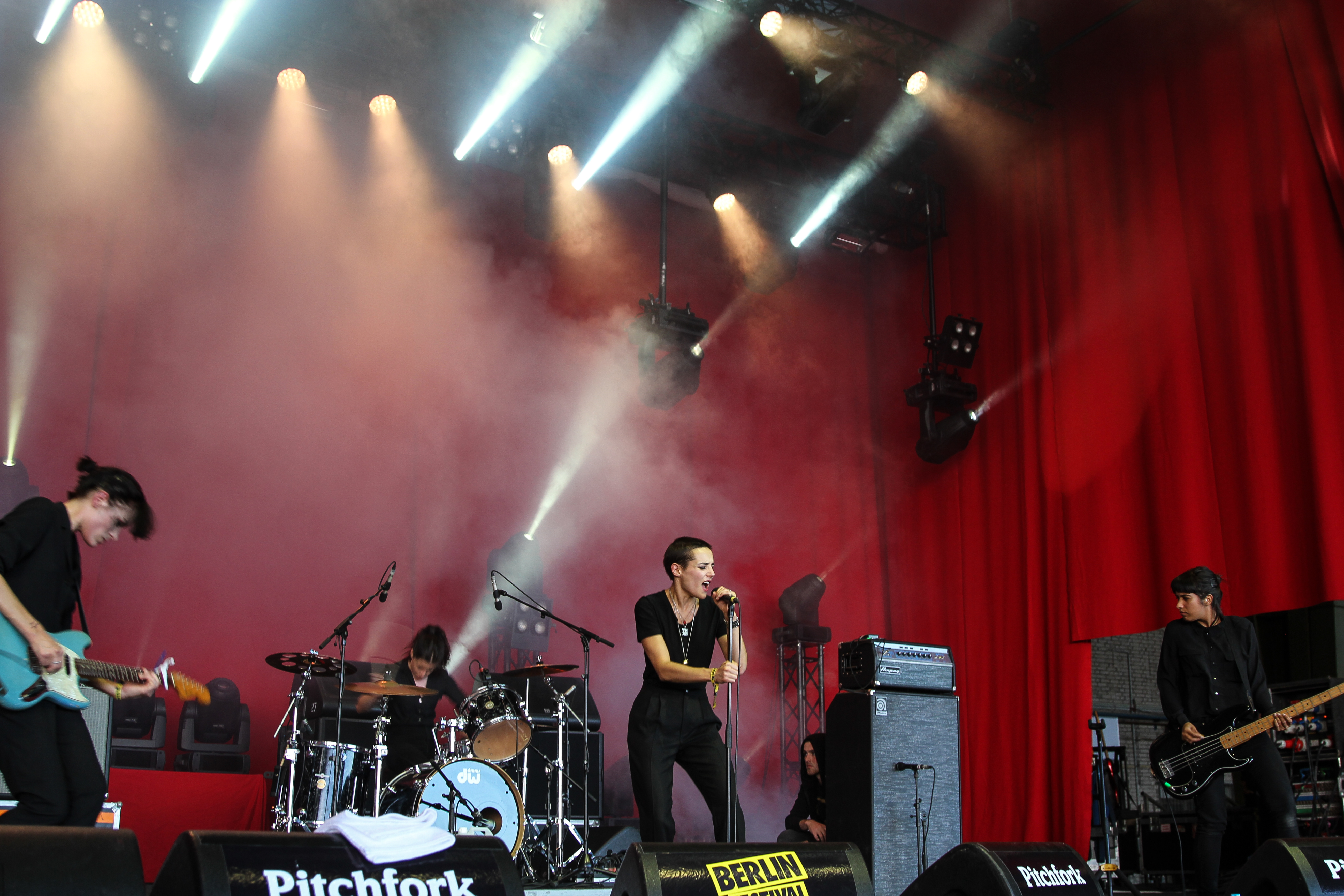
Berlin Festival 2013

## Trivia
Über die Bandmitglieder ist wenig bekannt. Sie halten es für redundant, sich außerhalb ihrer Kunst zu erklären. Über Berthomier war zu erfahren, dass sie an Heiligabend 1984 in Poitiers (Frankreich) geboren wurde und schon mehr als ein Jahrzehnt mit Nicolas Congé liiert ist, der unter anderem als Produzent der Band fungiert. Thompson heiratete am 21. April 2016 Sam Sherry, Bandmitglied von A Dead Forest Index.

## Diskografie
Studioalben

| Jahr | Titel            | Höchstplatzierung, Gesamtwochen, AuszeichnungChartplatzierungen (Jahr, Titel, Platzierungen, Wochen, Auszeichnungen, Anmerkungen) | Höchstplatzierung, Gesamtwochen, AuszeichnungChartplatzierungen (Jahr, Titel, Platzierungen, Wochen, Auszeichnungen, Anmerkungen) | Höchstplatzierung, Gesamtwochen, AuszeichnungChartplatzierungen (Jahr, Titel, Platzierungen, Wochen, Auszeichnungen, Anmerkungen) | Höchstplatzierung, Gesamtwochen, AuszeichnungChartplatzierungen (Jahr, Titel, Platzierungen, Wochen, Auszeichnungen, Anmerkungen) | Höchstplatzierung, Gesamtwochen, AuszeichnungChartplatzierungen (Jahr, Titel, Platzierungen, Wochen, Auszeichnungen, Anmerkungen) | Anmerkungen |
| Jahr | Titel            | DE | AT | CH | UK | US | Anmerkungen |
| ---- | ---------------- | --- | --- | --- | --- | --- | ----------- |
| 2013 | Silence Yourself | — | — | — | UK19 (3 Wo.)UK | US70 (3 Wo.)US |             |
| 2016 | Adore Life       | DE53 (1 Wo.)DE | AT63 (1 Wo.)AT | CH58 (1 Wo.)CH | UK26 (2 Wo.)UK | US99 (1 Wo.)US |             |

Kollaborationsalben
- 2014: Words to the Blind (mit Bo Ningen)
- 2015: In What I’m Seeing – The Sun (mit A Dead Forest Index)

EPs
- 2012: I Am Here

Singles
- 2012: Flying to Berlin / Husbands
- 2012: I Am Here
- 2013: She Will
- 2013: Shut Up
- 2014: Fuckers / Dream Baby Dream
- 2015: The Answer
- 2016: Adore